# 소카시
소카시(일본어: 草加市)는 일본 사이타마현 동남부에 있는 시이다. 인구는 약 24만 명으로 현내 6위이다. 특례시로 지정되어 있고 남쪽으로 도쿄도와 맞닿아 있다. 소카 전병으로도 알려져 있다.

## 지리
사이타마현의 동남부 모퉁이에 있다. 동쪽으로 야시오시, 미사토시, 요시카와시와 접하고 서쪽으로 가와구치시, 북쪽으로 고시가야시, 남쪽으로 도쿄도의 아다치구와 맞닿아 있다.
간토평야의 거의 중앙부에 있으며 대부분은 저지이다. 그리고 아야세강을 포함한 많은 하천이 있어서 예로부터 홍수로 골치를 썩혀 왔다. 하지만 도쿄 외환 자동차도와 함께 계획된 아야세강 방수로의 완성 등 치수 사업의 결과로 대규모 홍수는 크게 줄었다. 소카역 동쪽으로 대형 상업 시설들이 있고 소카주쿠를 중심으로 상가가 펼쳐져 있어, 에도 시대의 모습이 남아 있다. 역의 서쪽은 한적한 주택가이다.

## 역사
- 1630년 - 에도 막부가 정식으로 소카를 파발마숙소로 인정하였다.
- 1889년 4월 1일 - 정촌제가 시행되어 기타아다치군 소카정이 성립하였다.
- 1955년 1월 1일 - 소카정, 야쓰카정, 신덴촌이 합병해 소카정이 되었다.
- 1958년 11월 1일 - 시로 승격해 소카시가 되었다.
- 2004년 4월 1일 - 특례시가 되었다.

## 교통

### 철도
- 도부 철도 이세사키선

### 도로
- 도쿄 외환 자동차도
- 국도 제4호선
- 국도 제298호선

## 인구
| 연도 | 인구    | ±%      |
| ---- | ------- | ------- |
| 1960 | 38,533  | —       |
| 1970 | 123,269 | +219.9% |
| 1980 | 186,618 | +51.4%  |
| 1990 | 206,132 | +10.5%  |
| 2000 | 225,018 | +9.2%   |
| 2010 | 243,855 | +8.4%   |
| 2020 | 248,304 | +1.8%   |